# نهر تيمبلنغ
نهر تمبيلينغ (بالملايوية: Sungai Tembeling)‏ هو نهر في فهغ في ماليزيا. وهو رافد رئيسي لنهر فهغ.